# 아바쿰

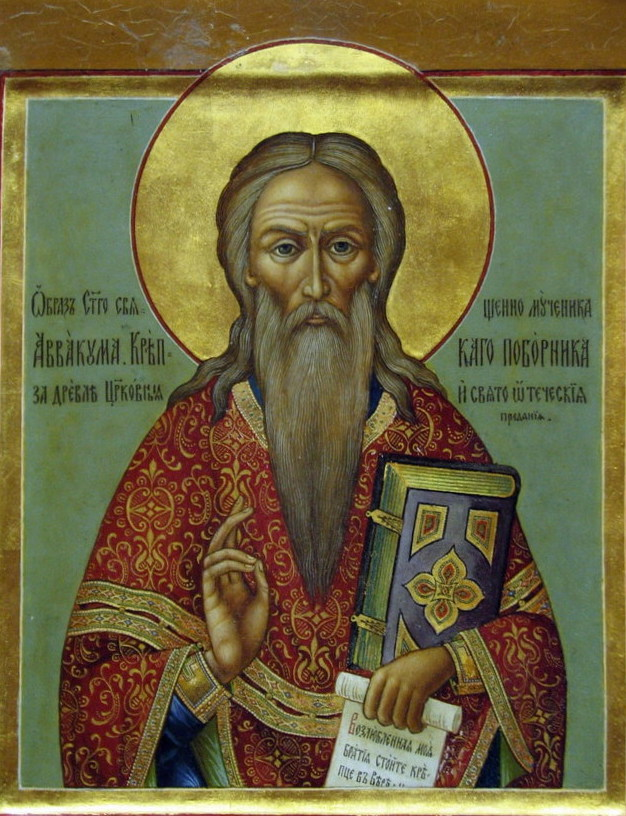

아바쿰 페트로프(러시아어: Авва́кум Петро́в, 1620/1621년 ~ 1682년) 또는 간단히 아바쿰(러시아어: Аввакум)은 러시아의 고의식파 교도이자 붉은 광장 카잔 대성당의 프로토포프(протопоп; 대제사장)로, 1652년부터 일어난 니콘 총대주교의 러시아 정교회 개혁에 반대하는 운동을 이끌었다. 그의 자서전, 그리고 그가 차르와 페오도시야 모로조바 등 고의식파 신도들에게 보낸 편지는, 17세기 러시아 문학의 걸작으로 손꼽힌다. 아바쿰은 개혁 반대로 인해 여러 차례 투옥되거나 시베리아 등지로 추방되었고 끝내 북극 지방의 한 유배지에서 화형에 처해졌다. 그는 러시아 정교 고의식파 교회에서 성인(聖人)으로 여겨진다.

## 같이 보기
- 고의식파
- 알렉세이 미하일로비치